# Château d'Eliçabéa
Le château d'Eliçabéa (ou Elizabea) se situe sur la commune française de Trois-Villes, dans le département français des Pyrénées-Atlantiques. De style classique, il est inscrit comme monument historique le 12 juillet 2012.

## Présentation
Le château est bâti de 1660 à 1663 pour le compte de Jean-Armand du Peyrer, comte de Tréville et ancien capitaine-lieutenant de la compagnie des mousquetaires de Louis XIII, immortalisé par Alexandre Dumas dans son roman Les Trois Mousquetaires. François Mansart en aurait dessiné les plans.
Occupant une terrasse dominant le Saison, il fait face aux montagnes de Haute-Soule. Il comporte deux étages. Sa façade principale est ornée de fenêtres à meneaux et encadrée de deux avant-corps. Le parc à l'anglaise, planté au milieu du XIXe siècle, occupe une superficie de six hectares.